# 砂井总管府
砂井总管府，中国元朝的行政区划。
砂井总管府和德宁路、集宁路、净州路都是汪古部领地。元仁宗延祐三年（1316年）十一月，在净州路治所天山县（今内蒙古自治区四子王旗西北城卜子村）北八十里砂井县设置砂井总管府。包括今内蒙古四子王旗附近。明朝初年废除砂井总管府。